# Mort sur le Nil (film, 2022)
Pour les articles homonymes, voir Mort sur le Nil (homonymie).
Série Hercule Poirot de Kenneth Branagh
Le Crime de l'Orient-Express
(2017) Mystère à Venise
(2023)
Pour plus de détails, voir Fiche technique et Distribution.
Mort sur le Nil (Death on the Nile) est un film policier américano-britannique réalisé par Kenneth Branagh et sorti en 2022. 
Il s'agit de l'adaptation cinématographique du roman du même nom d'Agatha Christie, qui fait suite au film Le Crime de l'Orient-Express (2017), également réalisé par Kenneth Branagh qui interprète par ailleurs le célèbre détective privé belge Hercule Poirot.
Après l'enquête de l'Orient-Express, le célèbre détective privé belge Hercule Poirot doit enquêter sur un meurtre perpétré à bord d'un navire de croisière. En effet, la riche et belle héritière Linnet Ridgeway s'éprend de Simon Doyle, le fiancé de sa meilleure amie, Jacqueline de Bellefort, et l'épouse dans la foulée. Partis en voyage de noces, les jeunes mariés sont poursuivis par la jeune femme délaissée, dans leurs étapes successives, jusqu'en Égypte, où ils séjournent dans un hôtel où se trouve également Poirot, qui pressent une situation dramatique. Ce dernier, les jeunes mariés et leurs invités se retrouvent pour faire une croisière à bord du vapeur S. S. Karnak, rapidement rejoints par leur poursuivante, jusqu'au jour où Linnet est retrouvée assassinée. La suspecte la plus probable, Jacqueline, qui nourrissait une grande haine envers celle-ci, est pourtant une des seules personnes à avoir un alibi inattaquable.

## Synopsis
Lors de la Première Guerre mondiale, Hercule Poirot établit une stratégie pour aider une offensive alliée sur le front contre les empires centraux, mais ne parvient pas à sauver son capitaine qui active un dispositif piège. Hercule Poirot est mutilé au visage et est soigné à l'arrière par sa fiancée, Katherine, qui l'encourage à se laisser pousser la moustache pour dissimuler ses cicatrices.
En 1937, Hercule Poirot entre dans un bar de Londres où se produit Salome Otterbourne, une chanteuse de jazz. Il voit Jacqueline de Bellefort présenter son fiancé Simon Doyle à son amie d'enfance, Linnet Ridgeway, une riche héritière, espérant qu'elle puisse offrir un travail de chauffeur à ce dernier. Linnet l'engage immédiatement et, au grand dam de Jacqueline, une relation naît entre Linnet et Simon.
Six semaines plus tard, Hercule Poirot est en voyage en Égypte et visite les pyramides de Gizeh quand il rencontre son ami Bouc, qui le présente à sa mère Euphemia et à ses amis Linnet et Simon, maintenant mariés et effectuant leur lune de miel.
D'autres personnes se sont jointes au couple pendant leur voyage : Louise Bourget, femme de chambre de Linnet ; Salome Otterbourne et sa nièce et impresario Rosalie, également ancienne camarade de classe de Linnet ; Marie Van Schuyler, marraine communiste de Linnet ; Mme Bowers, infirmière de Marie Van Schuyler ; Andrew Katchadourian, cousin de Linnet et également son notaire ainsi que responsable de son portefeuille d'investissement et Linus Windlesham, médecin et ex-fiancé de Linnet qu'elle a quitté avant de rencontrer Simon.
Linnet et Simon demandent protection à Hercule Poirot : Jacqueline les a suivis tout au long de leur voyage de noces. Elle s'avère harceler le couple afin de regagner le cœur de Simon.
Voulant échapper à Jacqueline sans perturber leur voyage de noces, le couple embarque sur le bateau à vapeur de croisière S.S. Karnak avec leurs invités. Ils vont effectuer un grand classique du tourisme en Égypte, la croisière sur le Nil. Elle avoue à Hercule Poirot ne faire confiance à aucun de ses invités. Pendant une étape au temple d'Abou Simbel, Bouc avoue à Poirot qu'il entretient une relation avec Rosalie malgré la désapprobation de sa mère. Poirot lui donne sa bénédiction, tandis qu'il lui souhaite de trouver l'amour ; lui-même semble avoir une certaine attirance pour Salome. Linnet et Simon échappent de peu à un éboulement et une tempête de sable force les invités à retourner sur le Karnak où ils découvrent Jacqueline, qui a embarqué pendant leur absence. Linnet et Simon décident de partir le lendemain matin et font leurs adieux à Poirot. Ce dernier rencontre Jacqueline : elle lui parle de ses sentiments pour Simon tandis qu'il se confesse sur la mort de sa femme. Quand Linnet quitte la soirée pour aller se coucher, Simon se dispute avec Jacqueline, qui lui tire instinctivement dans la jambe avant de vouloir se suicider par remords. Rosalie l'en empêche et jette le pistolet à terre. Bouc et Rosalie emmènent Jacqueline dans la chambre de Mme Bowers pour la calmer tandis que le docteur Windlesham soigne la blessure de Simon.
Le lendemain matin, Louise découvre Linnet tuée d'une balle dans la tempe, tandis que son cadeau de mariage, un collier Tiffany & Co., a été volé. Hercule Poirot, assisté de Simon et de Bouc, commence à interroger les invités et à découvrir leurs motivations et alibis. Jacqueline ne peux pas être la meurtrière, ayant été sédatée et surveillée par Mme Bowers toute la nuit ; Louise devait quitter son poste de femme de chambre en se mariant mais Linnet a offert un pot-de-vin à son fiancé pour qu'il la quitte et qu'elle reste à son service ; le docteur Windlesham révèle être issu d'une famille aristocratique mais a abandonné ses privilèges pour devenir médecin ; Mme Bowers vient également d'une famille aisée qui a perdu toute sa fortune à la suite de ce qu'a fait le père de Linnet pendant la Crise de 1929 ; Poirot déduit que Mme Bowers n'est pas infirmière mais amante de Mme Van Schuyler ; Andrew avoue avoir voulu faire signer un faux contrat à Linnet avant que Rosalie ne l'en empêche et qu'il possède un pistolet ; Salome révèle avoir le même pistolet que Jacqueline dans son turban. Euphemia découvre le collier de Linnet dans ses affaires, ce qui fait d'elle une suspecte. Le pistolet de Jacqueline, l'arme du crime, est finalement retrouvé enroulé dans le foulard de Mme Van Schuyler, avec deux balles manquantes.
Hercule Poirot rassemble Bouc, Euphemia, Salome et Rosalie pour révéler qu'il a été engagé par Euphemia afin d'enquêter sur Rosalie. Malgré la bénédiction de Poirot, Euphemia refuse que Rosalie et son fils se marient. Rosalie sort de la salle, suivi de Poirot. Ils découvrent le cadavre de Louise dans la roue à aubes du bateau. Elle a la gorge tranchée et une liasse d'argent est ensanglantée dans sa poche. Alors que la tension monte parmi les invités, Poirot découvre la silhouette d'un possible témoin dans les effusions de sang de Louise.
Hercule Poirot et Simon interrogent Bouc, qui est choqué que son ami l'interroge. Poirot lui dit qu'il sait que Bouc a découvert Linnet morte mais n'a rien dit et a préféré voler son collier afin d'assurer une sécurité financière pour Rosalie et lui mais, paniqué, l'a caché dans les affaires de sa mère, sachant que ses propres richesses l'innocenteraient du vol. Il a ensuite été témoin de Louise prenant de l'argent au meurtrier avant d'être tuée et a jeté son imperméable couvert du sang de Louise dans le Nil. Avant qu'il ne puisse révéler l'identité du tueur, Bouc est tué d'une balle dans la gorge. Poirot poursuit le tueur mais ne parvient pas à l'attraper et découvre le pistolet d'Andrew.
Stimulé à la suite de la mort de son ami, Hercule Poirot, avec l'aide de l'équipage, enferme tous les invités survivants du Karnak dans le bar, puisqu'il a résolu le meurtre.
C'est Andrew, désespéré, qui a provoqué l'éboulement sur Linnet et Simon, mais il n'est pas le meurtrier : Hercule Poirot révèle que Simon a tué Linnet et que Jacqueline est le cerveau de toute l'opération. Ils sont restés amants et ont inventé l'histoire d'amour entre Simon et Linnet pour hériter de la fortune de cette dernière après sa mort. Jacqueline a tiré sur Simon avec une balle à blanc et a distrait Bouc et Rosalie tandis que Simon a utilisé de la peinture volée à Euphemia pour simuler une blessure. Il a profité du court laps de temps qu'il avait pour tuer Linnet, avec comme témoin Louise, puis s'est tiré dans la jambe avec comme silencieux le foulard de Mme Van Schuyler avant que le docteur Windlesham n'arrive. Simon s'est ensuite débarrassé de l'arme du crime tandis que Jacqueline a tué Louise puis Bouc. Simon essaie de s'échapper avec Jacqueline, mais cette dernière, sachant qu'ils n'ont aucune chance, l'embrasse et lui tire dans le dos, les tuant tous les deux.
Le matin venu, les passagers survivants descendent du bateau. Salome avoue à Hercule Poirot qu'il l'intéressait avant qu'elle ne découvre sa personnalité froide qu'elle aurait aimé ne jamais voir. Six mois plus tard, à Londres, Hercule Poirot, ayant rasé sa moustache, va voir Salome dans un bar, seul dans le noir.

## Fiche technique
- Titre original : Death on the Nile
- Titre français : Mort sur le Nil
- Réalisation : Kenneth Branagh
- Scénario : Michael Green , d'après le roman éponyme Mort sur le Nil d'Agatha Christie
- Direction artistique : Dominic Masters
- Décors : Jim Clay
- Costumes : Paco Delgado
- Photographie : Haris Zambarloukos
- Musique : Patrick Doyle
- Montage : Úna Ní Dhonghaíle
- Production : Kenneth Branagh, Mark Gordon, Judy Hofflund, Simon Kinberg, Ridley Scott et Kevin J. Walsh
  - Production déléguée : Matthew Jenkins
- Sociétés de production : 20th Century Studios et Scott Free Productions
- Société de distribution : Walt Disney Studios Motion Pictures
- Budget : 90 millions $
- Pays de production :  États-Unis,  Royaume-Uni
- Langue originale : anglais
- Format : couleur — 2,39:1
- Genre : thriller, policier
- Durée : 127 minutes
- Dates de sortie : 
  - France : 9 février 2022
  - États-Unis : 11 février 2022
- Classification :
  - États-Unis : PG-13 (déconseillé aux moins de 13 ans, accord parental recommandé)

## Distribution
- Kenneth Branagh (VF : Renaud Marx ; VQ : François Trudel) : Hercule Poirot, détective
- Gal Gadot (VF : Ingrid Donnadieu ; VQ : Lynda Thalie) : Linnet Ridgeway, jeune et riche héritière, fiancée de Simon et ancienne amie de Jacqueline
- Tom Bateman (VF : Damien Ferrette ; VQ : François-Simon Poirier) : M. Bouc, fils d'Euphemia et cher ami de Poirot
- Annette Bening (VF : Pauline Larrieu ; VQ : Claudine Chatel) : Euphemia Bouc, peintre renommée et mère de M. Bouc
- Russell Brand (VF : Anatole de Bodinat ; VQ : Adrien Bletton) : Dr Windlesham, ancien fiancé de Linnet
- Ali Fazal (VF : Marc Maurille ; VQ : Nicolas Charbonneaux-Collombet) : Andrew Katchadourian, cousin et associé de Linnet
- Dawn French (VF : Brigitte Virtudes ; VQ : Michèle Lituac) : Mme Bowers, infirmière de Marie Van Schuyler
- Armie Hammer (VF : Thibaut Belfodil ; VQ : Alexandre Fortin) : Simon Doyle, ancien fiancé de Jacqueline et époux de Linnet
- Rose Leslie (VF : Karine Foviau ; VQ : Mylène Mackay) : Louise Bourget, femme de chambre de Linnet
- Emma Mackey (VF : Zina Khakhoulia ; VQ : Sarah Anne Parent) : Jacqueline de Bellefort, ancienne fiancée de Simon et ancienne amie de Linnet
- Sophie Okonedo (VF : Virginie Emane ; VQ : Anne Dorval) : Salome Otterbourne, chanteuse renommée et tante de Rosalie
- Jennifer Saunders (VF : Véronique Augereau ; VQ : Marie-Andrée Corneille) : Marie Van Schuyler, marraine de Linnet
- Letitia Wright (VF : Aurélie Konaté ; VQ : Catherine Brunet) : Rosalie Otterbourne, nièce et manager de Salome et amante de M. Bouc
- Susannah Fielding : Katherine

## Production

### Genèse, développement et attribution des rôles
En novembre 2017, il est annoncé que la 20th Century Fox développe une suite au film Le Crime de l'Orient-Express, toujours avec Michael Green comme scénariste et avec Kenneth Branagh comme réalisateur et interprète de Poirot et basée sur le roman Mort sur le Nil.
En septembre 2018, Gal Gadot rejoint la distribution. En octobre 2018, Armie Hammer rejoint lui aussi la distribution alors que Tom Bateman est confirmé pour reprendre le rôle de M. Bouc du Crime de l'Orient-Express,.
En janvier 2019, Kenneth Branagh révèle la présence de Jodie Comer. En avril 2019, Letitia Wright est confirmée. Annette Bening est ensuite annoncée. En août 2019, c'est au tour de Russell Brand. Ali Fazal, Dawn French, Rose Leslie, Emma Mackey, Sophie Okonedo et Jennifer Saunders rejoignent la distribution en septembre, alors que la présence de Jodie Comer n'est finalement plus d'actualité,.

### Tournage
Le tournage débute le 30 septembre 2019 aux Studios de Longcross, dans le Surrey, près de Londres. Il se déroule ensuite dans différentes villes anglaises ainsi qu'en Égypte,. Il s'est achevé le 18 décembre 2019[réf. souhaitée].

## Accueil

### Dates de sortie
Dans un premier temps, la sortie américaine était fixée au 20 décembre 2019. Elle est une première fois reportée au 9 octobre 2020, pour laisser plus de temps à la production. La sortie est ensuite décalée à fin octobre 2020, à cause de la pandémie de Covid-19. Cependant, en septembre 2020, la pandémie pousse Disney à changer encore de date de sortie. Elle est alors fixée au 18 décembre 2020. En novembre 2020, le studio la repousse à 2021, sans plus de précisions. Début 2021, la sortie est cette fois repoussée à 2022 en raison notamment de l'affaire Armie Hammer. 
Le film ne sort pas au Liban, du fait de la présence de l'actrice israélienne Gal Gadot. Cette dernière étant parfois boycottée au Moyen-Orient du fait de son soutien en 2014 à l'armée israélienne. Pour les mêmes raisons, non confirmées cette fois, le film ne sort pas non plus au Koweït,. Le film est également déprogrammé en Tunisie après deux semaines d'exploitation, sur ordre du Ministère de la Culture Tunisienne. La raison serait le soutien aux Palestiniens, toujours du fait de la présence de Gal Gadot dans la distribution. Pour ces raisons déjà, la Tunisie avait boycotté la sortie de Wonder-Woman en 2017.

### Accueil critique
Pour la presse, la critique est mitigée bien qu'elle tende vers le positif. 20 Minutes parle de « dépaysement », de « somptueuse reconstitution ». La Croix parle d'un « spectacle qui [...] impressionne indéniablement ». Si Dernières Nouvelles d'Alsace et Le Dauphiné libéré estiment le film « efficace », ils sont tous deux d'accord pour parler d'un long métrage « classique ». Une partie de la presse se montre plus hostile voire déçue de cette nouvelle adaptation d'Agatha Christie. Ainsi, Le Monde parle d'un « étrange objet [...] qui passe le temps » ; L'Obs et Libération se rejoignent sur des effets visuels qui ne seraient pas à la hauteur ; les Échos parle d'une réalisation « disproportionnée », Écran Large de Kenneth Branagh comme étant « le pire réalisateur du moment ». Le Parisien est peut-être le journal qui résume le mieux l'esprit mitigé de la critique émanant du consortium de presse, en parlant d'un film « somptueux [...] mais plat, qu'on oublie vite ». Finalement, pour 22 titres de presse, le film récolte une moyenne de 3/5 sur le site Allociné.
Le site Rotten Tomatoes donne une note de 64% et Metacritic une note de 52/100,.

### Box-office
Pour son premier jour d'exploitation en France, ce thriller policier réussit à séduire 39 799 personnes, sans avant-premières, pour 457 copies. Le film se positionne ainsi à la première position du classement devant la comédie française avec le Palmashow, Les Vedettes (36 680), et le blockbuster américain Moonfall (25 074). Pour sa première semaine d'exploitation, le long-métrage se hisse à la 2e position du box-office français avec 336 133 entrées, juste derrière la comédie Super-héros malgré lui (482 265) et devant Vaillante (323 764), anciennement à la seconde place du classement. Le film connait une chute conséquente lors de sa deuxième semaine d'exploitation en France en dégringolant à la 6e place du box-office français avec 217 414 entrées sur la semaine pour 553 847 entrées cumulées. Le film est derrière King, alors nouveauté en exploitation, et devant Hopper et le hamster des ténèbres. Mort sur le Nil conserve sa 6e place au box-office avec 124 157 entrées supplémentaires (678 004 entrées cumulées), devant King (105 748) et derrière Vaillante (154 723). Pour sa 4e semaine d'exploitation au box-office français, le thriller policier engrange 76 347 entrées supplémentaires pour 754 351 entrées cumulées. Le film se place en 9e position derrière Un autre monde (79 184) et devant Hopper et le hamster des ténèbres (67 347).
Aux États-Unis, le film se place en tête du box-office lors de son week-end de sortie en engrangeant près de 13 millions de dollars.
| Pays ou région    | Box-office      | Date d'arrêt du box-office | Nombre de semaines |
| ----------------- | --------------- | -------------------------- | ------------------ |
| États-Unis Canada | 45 630 104 $    | 28 avril 2022              | 11                 |
| France            | 842 303 entrées | 5 avril 2022               | 8                  |
| Total mondial     | 137 307 235 $   | -                          | -                  |

## Analyse

### Différences notables avec le roman

#### Personnages
- Le prologue introduit Hercule Poirot comme héros de la Première Guerre mondiale ; tout au long du film, il souffre de la mort de sa fiancée Katherine. Ces deux éléments ne sont jamais mentionnés dans les livres.
- Dans le roman, Hercule Poirot est assisté dans son enquête par le colonel Race, personnage récurrent chez Agatha Christie. Dans le film, Race n'apparaît pas et son rôle est plus ou moins attribué à M. Bouc, ami de Poirot déjà aperçu dans Le Crime de l'Orient-Express et sa version cinématographique. Bouc reprend par ailleurs quelques caractéristiques d'un personnage supprimé du film, Tim Allerton[réf. nécessaire].
- Euphemia Bouc n'existe pas dans le roman.
- Marie Van Schuyler subit plusieurs modifications : 
  - Dans le roman, elle est accompagnée non seulement de son infirmière Miss Bowers mais aussi de sa cousine, Cornelia Robson, personnage qui a été supprimé dans le film.
  - La Miss Van Schuyler du film fusionne en fait deux personnages : la Marie Van Schuyler originale et Ferguson, un jeune homme aux idéaux communistes.
  - Une relation amoureuse entre Marie Van Schuyler et son infirmière a été ajoutée pour le film.
  - Miss Van Schuyler est normalement kleptomane : c'est elle qui dérobe le collier de Linnet et non Bouc.
  - Miss Van Schuyler est la marraine de Linnet dans le film, contrairement au roman où elle ne lui est pas liée.
- Dans le film, la famille de Miss Bowers a été ruinée par le père de Linnet ; dans le roman, c'est de Cornelia Robson qu'il s'agit.
- Andrew Pennington, l'homme d'affaires de Linnet, a été renommé Katchadourian, mais son rôle reste sensiblement le même.
- Le Dr Windlesham combine deux personnages : le Dr Bessner, un médecin autrichien, et lord Windlesham, un jeune aristocrate éconduit par Linnet.
- Salome Otterbourne est à l'origine une romancière sur le déclin et alcoolique ; Rosalie est sa fille, alors qu'elle est sa nièce dans le film.
- Les personnages de Mmes Allerton, Fanthorp, Joanna Southwood, Richetti (et l'intrigue secondaire d'espionnage qui l'implique) ont été supprimés du film[33],[34],[35].

#### Intrigue
- Dans le roman, Rosalie est courtisée par Tim Allerton ; dans le film, elle est éprise de M. Bouc.
- Dans le roman, un J ensanglanté est retrouvé sur le mur, près du cadavre de Linnet. Ce détail a été retiré du film.
- Le cadavre de Louise est retrouvé originellement dans un placard ; dans le film, il a été jeté au fleuve.
- Le troisième assassinat a été modifié : dans le roman, Salome Otterbourne est tuée avant d'avoir pu révéler à Poirot ce qu'elle avait vu. Dans le film, c'est M. Bouc qui est tué pour les mêmes raisons.
- Une intrigue secondaire impliquant qu'Euphemia ait engagé Poirot pour enquêter sur Rosalie a été ajoutée[33],[35]

## Autour du film

### Série de films
Le 4 mars 2022, il est annoncé que le scénariste Michael Green travaille sur le scénario d'un troisième opus, toujours avec Kenneth Branagh, qui le réalisera. L'intrigue se déroulerait dans le nord de l’Italie, avec pour cadre une Venise d'après-guerre et serait adapté d'un roman moins connu d'Agatha Christie.
Le 10 octobre 2022, le projet se précise : le film, titré Mystère à Venise (A haunting in Venice), s'inspirera du roman Le Crime d'Halloween. Plusieurs noms de la distribution sont également révélés.